# 1985 w polityce

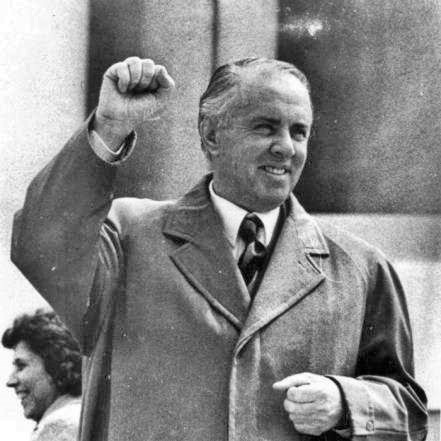
Enver Hodża

Wydarzenia polityczne w 1985 roku.

## Styczeń
- 10 stycznia – Daniel Ortega został prezydentem Nikaragui[1].

## Luty
- 20 lutego – premier Wielkiej Brytanii Margaret Thatcher wygłosiła przemówienie przed Kongresem Stanów Zjednoczonych[2].

## Marzec
- 10 marca – zmarł Konstantin Czernienko, radziecki przywódca[3].
- 11 marca – Michaił Gorbaczow objął władzę w Związku Radzieckim[4].

## Kwiecień
- 11 kwietnia – zmarł Enver Hoxha, albański przywódca[5].

## Maj
- 17 maja – urodziła się Setaw Szafir, izraelska polityk, posłanka do Knesetu[6].

## Lipiec
- 3 lipca – Francesco Cossiga został prezydentem Włoch[7].
- 7 lipca – w Ugandzie wybuchł bunt żołnierzy z plemienia Aczoli. W wyniku buntu odsunięto od władzy prezydenta Miltona Obote. Po ucieczce prezydenta do Kenii wojskowi rozwiązali parlament i odebrali władzę rządowi. Nowym prezydentem został lider przewrotu generał Tito Okello[8].
- 13 lipca – wiceprezydent George H.W. Bush przejął obowiązki głowy państwa na czas operacji prezydenta Ronalda Reagana[9].

## Sierpień
- 27 sierpnia – w Nigerii doszło do zamachu stanu. W jej wyniku obalono prezydenta generała Muhammedu Buhariego. Władzę objął generał Ibrahim Babangida[8].

## Wrzesień
- 20 września – we Francji wybuchł skandal związany z zatopieniem 10 lipca 1985 roku statku Rainbow Warrior należącego do organizacji Greenpeace. Znajdujący się w nowozelandzkim porcie statek miał zatopić francuski wywiad, gdyż statek miał wyruszyć na wody atolu Mururoa, aby przeszkodzić kolejnej francuskiej próbie nuklearnej. W wyniku skandalu do dymisji podali się minister obrony Charles Hernu i szef wywiadu Paul Lacoste[8].

## Październik
- 7 października – grupa terrorystów z Frontu Wyzwolenia Palestyny porwała włoski statek turystyczny MS Achille Lauro[8].

## Grudzień
- 10 grudnia – Pokojową Nagrodę Nobla otrzymali twórcy międzynarodowego ruchu Lekarze przeciw Wojnie Nuklearnej[8].